# Colisor Linear Internacional

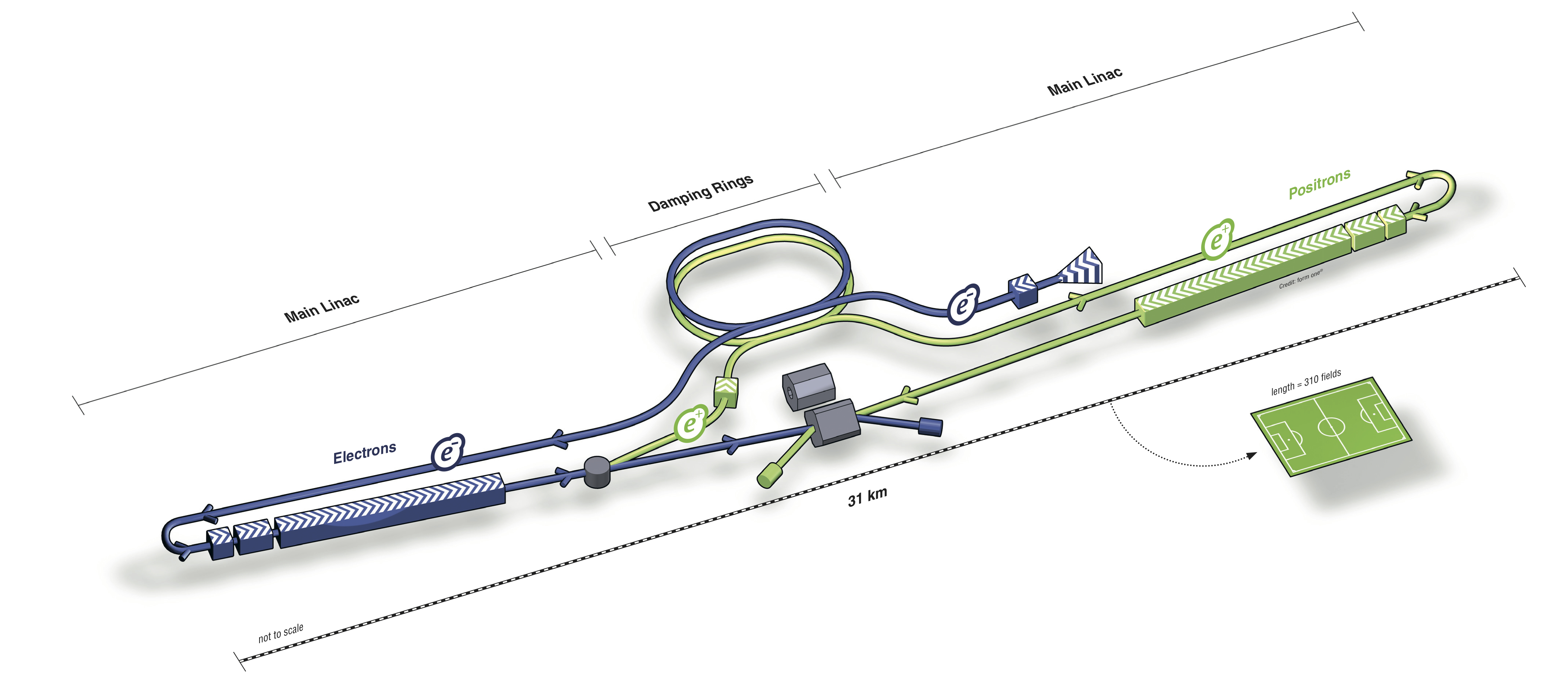
Um gráfico geral do planejado ILC com base no design do acelerador do Relatório de Design Técnico

O Colisor Linear Internacional ( ILC ) é um proposto acelerador de partículas linear .  É planejado ter uma energia de colisão de 500 GeV inicialmente, com a possibilidade de uma atualização posterior para 1000 GeV (1 TeV).  Embora os primeiros locais propostos para o ILC fossem o Japão, a Europa ( CERN ) e os EUA ( Fermilab ), o planalto de Kitakami , na prefeitura de Iwate no norte do Japão, tem sido o foco dos esforços para o design do ILC desde 2013.  O governo japonês está disposto a contribuir com metade dos custos, segundo o  coordenador de estudo para detectores da ILC.
O ILC irá colidir elétrons com pósitrons e terá entre 30 km e 50 km por muito tempo, mais de 10 vezes longo que o acelerador linear GeV Stanford 50, o maior acelerador de  partículas linear existente em 2019.  A proposta baseia-se em propostas semelhantes anteriores da Europa, dos EUA e do Japão. Estudos para um projeto alternativo, o Collic Linear Collider (CLIC) também estão em andamento, que operariam em energias mais altas (até 3 TeV) em uma máquina de comprimento similar ao ILC.  Esses dois projetos, o CLIC e o ILC, foram unificados sob a Colaboração Linear Collider .

## Fundo histórico: linacs e síncrotrons
Existem duas formas básicas de aceleradores.  Aceleradores lineares ("linacs") aceleram partículas elementares ao longo de um caminho reto.  Os aceleradores circulares ("síncrotrons"), como o Tevatron , o LEP e o Large Hadron Collider (LHC), usam caminhos circulares.  A geometria circular tem vantagens significativas em energias até, e incluindo, dezenas de GeV. Com um design circular, as partículas podem ser efetivamente aceleradas a longas distâncias.  Além disso, apenas uma fração das partículas, que são colocadas em uma rota de colisão, colidem.  Em um acelerador linear, as partículas restantes são perdidas; em um acelerador circular, eles continuam circulando e estão disponíveis para futuras colisões.  A desvantagem dos aceleradores circulares é que as partículas carregadas que se movem ao longo de caminhos curvos irão necessariamente emitir radiação eletromagnética conhecida como radiação síncrotron .  A perda de energia através da radiação síncrotron é inversamente proporcional à quarta potência da massa das partículas em questão.  É por isso que faz sentido construir aceleradores circulares para partículas pesadas - coletores de hádrons, como o LHC para prótons ou, alternativamente, para núcleos de chumbo .  Um colisor de elétrons e pósitrons do mesmo tamanho do LHC nunca seria capaz de atingir as mesmas energias de colisão.  De fato, as energias no LEP , que costumavam ocupar o túnel agora entregue ao LHC, estavam limitadas a 209 GeV por perda de energia via radiação síncrotron.
Mesmo que a energia de colisão nominal no LHC seja maior do que a energia de colisão ILC (14.000 GeV para o LHC vs. ~ 500 GeV para o ILC), as medições poderiam ser feitas com maior precisão na ILC.  Colisões entre elétrons e pósitrons são muito mais simples de se analisar do que colisões em que a energia é distribuída entre os constituintes quarks, antiquarks e glúons de partículas bariônicas .  Como tal, um dos papéis da ILC seria fazer medições precisas das propriedades das partículas descobertas no LHC.

## Física e detectores do ILC
É esperado que os efeitos da física além do descrito no Modelo Padrão atual sejam detectados por experimentos no proposto ILC .  Além disso, espera-se que as partículas e interações descritas pelo Modelo Padrão sejam descobertas e medidas.  No ILC, os físicos esperam poder:
- Medir as forças de massa, spin e interação do bóson de Higgs
- Se existente, medir o número, o tamanho e a forma de qualquer dimensão extra de escala TeV
- Investigar as partículas supersimétricas mais leves, possíveis candidatas para a matéria escura

Para atingir esses objetivos, detectores de partículas de nova geração são necessários.

## Fusão de propostas regionais em um projeto mundial
Em agosto de 2004, o International Technology Recommendation Panel (ITRP) recomendou uma tecnologia de radiofrequência supercondutora para o acelerador.  Após essa decisão, os três projetos de colisor linear existentes - o Next Linear Collider (NLC), o Global Linear Collider (GLC) e o Acelerador Linear Supercondutor de Energia Teraelétronvolt (TESLA) - uniram seus esforços em um único projeto (o ILC).  Em março de 2005, o Comitê Internacional para Aceleradores do Futuro (ICFA) anunciou o Prof.  Barry Barish , diretor do Laboratório LIGO na Caltech de 1997 a 2005, como diretor do Global Design Effort (GDE).  Em agosto de 2007, o Relatório de Design de Referência para o ILC foi lançado. Físicos que trabalham no GDE completaram um detalhado relatório de projeto do ILC, publicando-o em junho de 2013.

## Projeto
A fonte de elétrons para o ILC usará pulsos de luz de laser de 2 nanossegundos para ejetar elétrons de um fotocátodo, uma técnica que permite que até 80% dos elétrons sejam polarizados. Os elétrons serão então acelerados para 5 GeV em um estágio de 370 metros.  A radiação síncrotron de elétrons de alta energia produzirá pares de elétrons e pósitrons em um alvo de liga de titânio, com até 60% de polarização; os pósitrons dessas colisões serão coletados e acelerados a 5 GeV em um "linac" separado.
Para compactar os elétrons de 5 GeV e os grupos de pósitrons em um tamanho suficientemente pequeno para serem colididos, eles circularão por 0,1-0,2 segundos em um par de anéis de amortecimento 3.24 km em circunferência, em que eles serão reduzidos em tamanho para 6 mm de comprimento e uma emissão vertical e horizontal de 2 pm e 0,6 nm, respectivamente.
Dos anéis de amortecimento, os feixes de partículas serão enviados para os linacs principais de radiofrequência supercondutores , cada 11 km de comprimento, onde serão acelerados para 250 GeV.  Neste nível de energia, cada raio terá uma potência média de cerca de 5,3 megawatts.  Cinco trens de feixes serão produzidos e acelerados por segundo.

Para manter uma luminosidade suficiente para produzir resultados em um período de tempo razoável após a aceleração, os feixes serão focados em alguns nanômetros de altura e algumas centenas de nanômetros de largura.  Os feixes focados serão colididos dentro de um dos dois grandes detectores de partículas . 

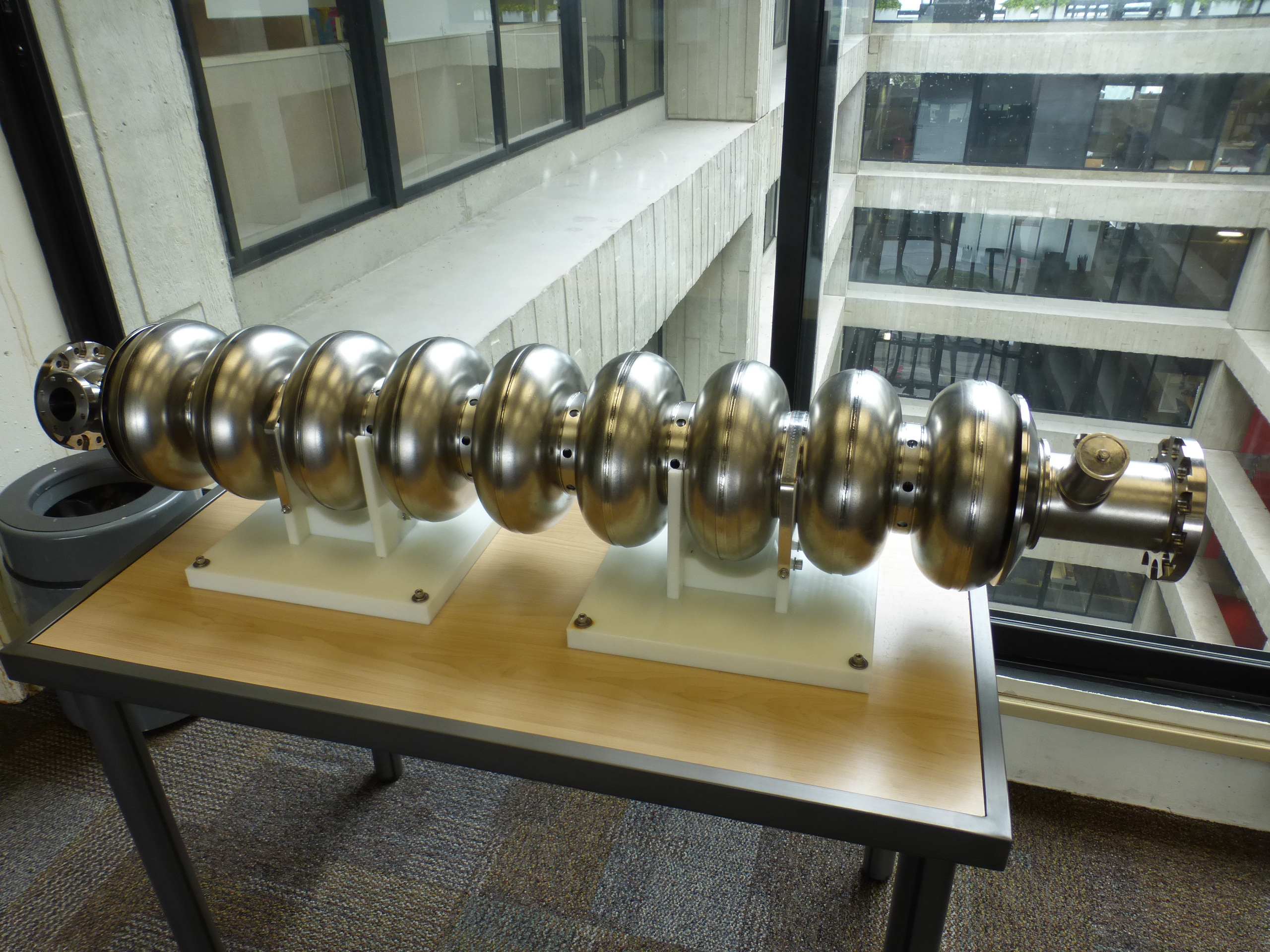
Uma cavidade de radiofrequência supercondutor de nove células de 1,3 GHz baseada em nióbio para ser usada no "linac" principal
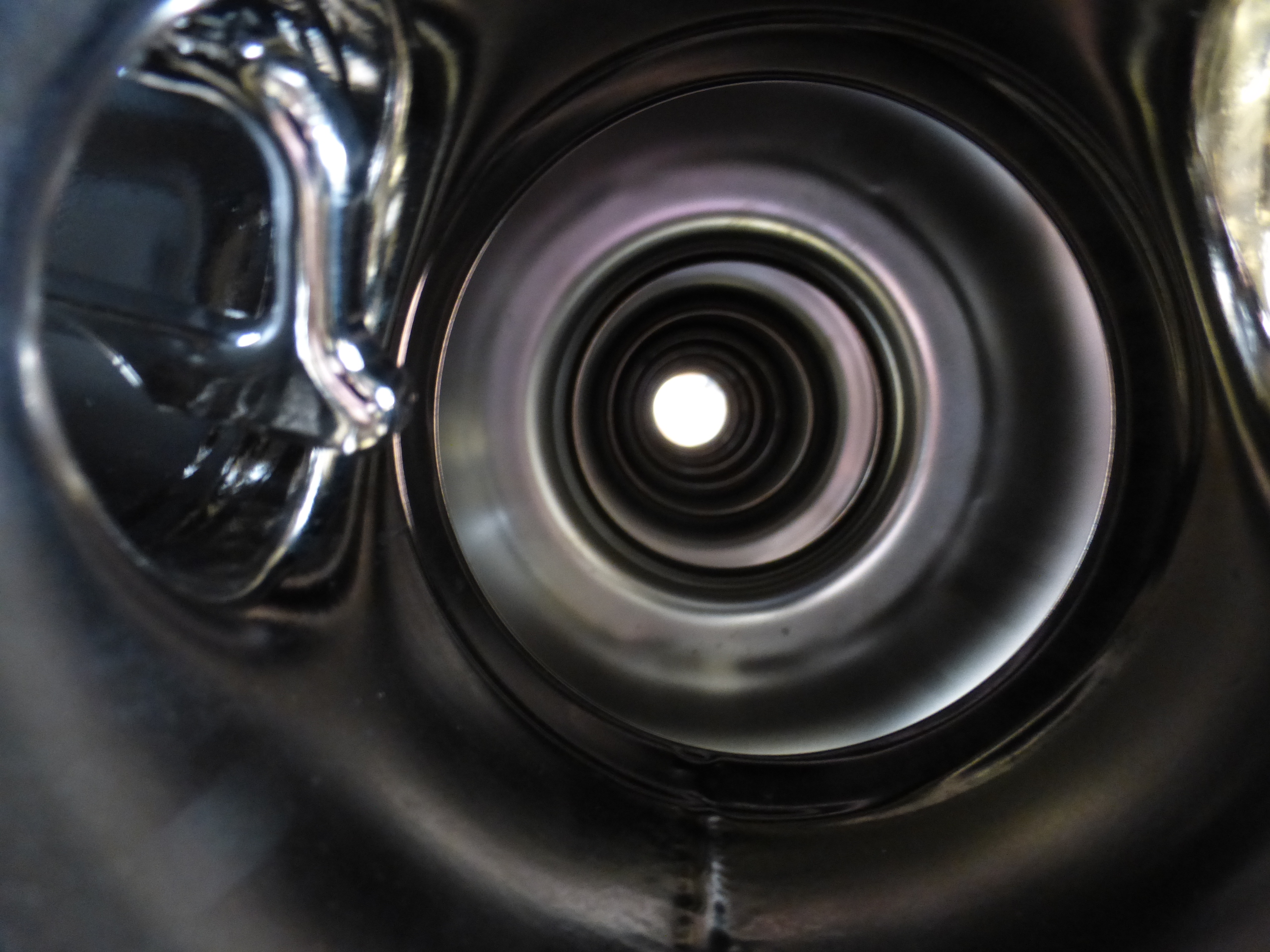
Uma visão interior da cavidade de radiofrequência supercondutora de nióbio
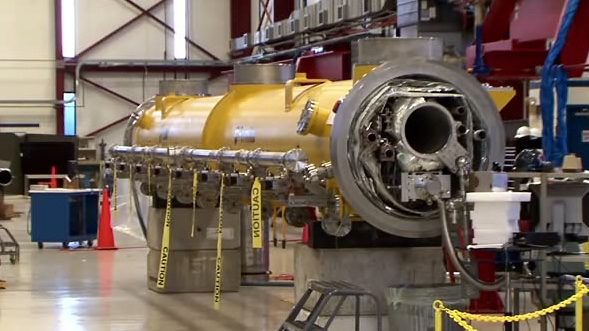
Um criomódulo sendo testado no Fermilab
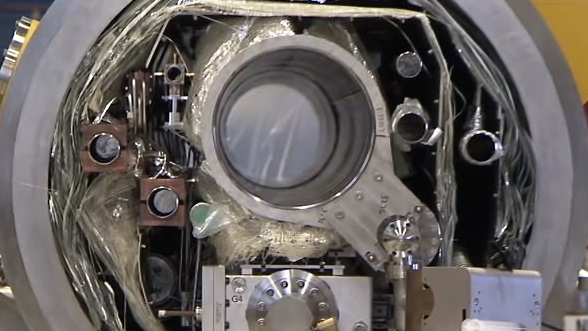
Seção transversal do cryomodule. Um grande tubo no centro é o tubo de retorno de gás Hélio. O tubo fechado abaixo é o eixo do feixe.
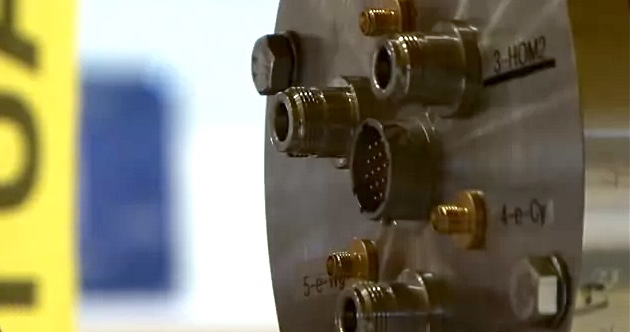
Um flange do cryomodule é usado para conectar fios e cabos de instrumentação.

## Sítios propostos
Originalmente, três locais para o Colisor Linear Internacional eram concorrentes em centros de física de alta energia na Europa.  No CERN, em Genebra, o túnel está localizado no subsolo, no leito rochoso não permeável.  Este sítio foi considerado favorável por várias razões práticas, mas devido ao LHC, o local foi desfavorecido.  Na DESY, em Hamburgo, o túnel está perto da superfície em solo saturado de água.  A Alemanha lidera a Europa para financiamento científico e, portanto, foi considerada confiável em termos de financiamento.  No JINR, em Dubna, o túnel está próximo da superfície em solo não permeável.  Dubna tem um complexo pré-acelerador que poderia ter sido facilmente adaptado para as necessidades do ILC.  Mas todos os três eram mais ou menos adequados para alojar um Colisor Linear e um tinha ampla escolha para um processo de seleção de locais na Europa.
Fora da Europa, vários países manifestaram interesse.  O Japão recebe uma grande quantia de fundos para atividades de neutrinos, como o experimento T2K , um fator a favor, embora 20 cavernas gigantescas com túneis de acesso já tenham sido construídas no Japão para usinas hidrelétricas (por exemplo, a Usina Hidrelétrica de Kannagawa ).  Após o fechamento do Tevatron, alguns grupos dentro dos EUA expressaram interesse, com o Fermilab sendo um local favorecido por causa das instalações e mão de obra já presentes.  Muito do interesse especulado de outros países foi ouvido de dentro da comunidade científica, e muito poucos fatos foram publicados oficialmente.  As informações apresentadas acima são um resumo do que está contido no Workshop Internacional sobre Colecionadores Lineares 2010 (ECFA-CLIC-ILC Reunião Conjunta) no CERN.
A crise econômica de 2008 levou os Estados Unidos e o Reino Unido a cortarem fundos para o projeto do colisor, levando à posição do Japão como o anfitrião mais provável para o Colisor Linear Internacional.  Em 23 de agosto de 2013, o comitê de avaliação de locais da comunidade de física de alta energia japonesa propôs que ele deveria estar localizado nas Montanhas Kitakami das Prefeituras de Iwate e Miyagi .

## Custo
O Relatório de Design de Referência estimou o custo de construção da CIT, excluindo P & D, prototipagem, aquisição de terras, custos de servidão subterrânea, detectores, contingências e inflação, em US$ 6,75 bilhões  (a preços de 2007).  A partir da aprovação formal do projeto, espera-se que a conclusão do complexo acelerador e dos detectores exija sete anos.  O país anfitrião seria obrigado a pagar US $ 1,8 bilhão por custos específicos do local, como escavar túneis e poços e fornecer água e eletricidade.
O ex-secretário de Energia dos EUA, Steven Chu, estimou o custo total em US $ 25 bilhões.  O diretor do ILC, Barish, disse que é provável que seja uma superestimativa.  Outros funcionários do Departamento de Energia estimaram um total de US $ 20 bilhões.  Após a conclusão do Relatório de Projeto de 2013 da ILC, Barish disse que o custo de construção da ILC foi o equivalente a 7,78 bilhões de dólares em 2012; serão necessários "22,6 milhões de horas de mão-de-obra e custos específicos de local, incluindo preparação do local, detectores científicos e operações nas instalações".

## Ligações externos
- Website do Coletor Linear Internacional
- ILC NewsLine
- A ILC em 2 minutos (vídeo, 2:07)
- Vá em frente! Tohoku Big Bang ~ Fazendo o colisor linear internacional (ILC) uma realidade ~  (video, 21:31)
- Karl Van Bibber sobre o NLC
- Na revista simetria :
  - Edição especial , agosto de 2005
  - "fora da caixa: projetando a ILC" , março de 2006
- Artigo do New York Times
- Artigo da Science Magazine
- Pré-visualização do artigo da Scientific American
- Artigo 1600 Collider Linear Internacional
- arXiv:
  - O Relatório de Design Técnico do Colisor Linear Internacional - Volume 1: Resumo Executivo
  - O Relatório de Design Técnico do Colisor Linear Internacional - Volume 2: Física
  - O Relatório de Desenho Técnico do Colisor Linear Internacional - Volume 3. I: Acelerador de P & D na Fase de Design Técnico
  - O Relatório de Desenho Técnico do Colisor Linear Internacional - Volume 3. II: Projeto da Linha de Base do Acelerador
  - O Relatório de Design Técnico do Colisor Linear Internacional - Volume 4: Detectores